# Бизимана, Кассим
Кассим Бизимана (рунди Kassim Bizimana; род. 29 декабря 1985, Бужумбура) — бурундийский футболист, нападающий нидерландского любительского клуба «Гитен». Сыграл два матча за национальную сборную Бурунди. Имеет нидерландское гражданство.

## Биография
Кассим Бизимана родился 29 декабря 1985 года в городе Бужумбура, Бурунди. В возрасте 16 лет Кассим переехал в Нидерланды в качестве беженца из-за войны между тутси и хуту.

### Клубная карьера
Переехав в Нидерланды, Бизимана стал заниматься футболом в молодёжном клубе «Ахиллес 1894». В 2001 году Кассим перешёл в молодёжный состав клуба «Херенвен»; спустя два года перешёл в клуб «Гронинген», с которым в 2004 году подписал годичный профессиональный контракт.
Дебютировал Кассим в Высшем дивизионе Нидерландов 22 октября 2004 года в гостевом матче против «Виллема II», Бизимана отыграл 70 минут, после которых его заменили на Яка Тёйпа, в итоге матч завершился поражением «Гронингена» со счётом 4:2. Всего в чемпионате сезона 2004/05 Кассим провёл 4 матча. В одном из матче, который состоялся 14 ноября 2004 года, Бизимана заработал красную карточку, спустя несколько минут после выхода на поле. В основном в сезоне 2004/05 Кассим выступал за молодёжный состав «Гронингена».
В июле 2005 года Кассим в качестве свободного игрока перешёл в клуб «Вендам», который выступал в Первом дивизионе Нидерландов. В дебютном сезоне за «Вендам» Бизимана в чемпионате провёл 15 матчей, а его команда по итогам сезона заняла 14 место. 25 августа 2006 года Кассим отметился дублем в ворота клуба «ВВВ-Венло», два гола забитые Бизиманой в конце матча стали для него дебютными в клубе, а его команда благодаря ему одержала домашнюю победу со счётом 2:1. В сезоне 2006/07 Кассим довольно часто стал отличаться забитыми голами, в 30 матчах Бизимана забил 12 мячей и наравне с Марниксом Колдером был лучшим в своей команде, которая по итогам сезона заняла восьмое место в турнирной таблице.
В апреле 2007 года Кассим получил тяжёлую травму мениска, после которой ему потребовалась операция, которая была ему проведена в городе Алмело. До травмы Бизимана успел провести восемь матчей в чемпионате, выходя во всех на замену во втором тайме. Восстановление после травмы у Кассима заняло восемь месяцев и поэтому он не смог помочь своей команде в сезоне 2007/08, по итогам которого «Вендам» занял 15 место. В сезоне 2008/09 Кассим забил лишь один гол в 19 матчах. 1 июля 2009 года действующий контракт Бизиманы с «Вендамом» истёк, и он в качестве свободного игрока перешёл в любительский клуб «Снек», который выступает в одном из низшем по классу дивизионе Нидерландов, где в основном играют только любительские команды.

### Карьера в сборной
В составе национальной сборной Бурунди Бизимана дебютировал 1 июня 2007 года в матче против сборной Сейшельских островов. Кассим провёл на поле 34 минуты, после которых его заменили на другого нападающего Клода Нахимана.